# Xã Maxfield, Quận Bremer, Iowa
Xã Maxfield (tiếng Anh: Maxfield Township) là một xã thuộc quận Bremer, tiểu bang Iowa, Hoa Kỳ. Năm 2010, dân số của xã này là 1.314 người.